# Karl Längberg
Karl Robert Längberg, född 13 maj 1985 i Algutsboda församling i Kalmar län, är en svensk politiker (socialdemokrat), som var riksdagsledamot (statsrådsersättare för Lena Hallengren) 8 mars – 24 september 2018 för Kalmar läns valkrets.
I riksdagen var han suppleant i näringsutskottet och utrikesutskottet.